# 野性の呼び声 (2020年の映画)
『野性の呼び声』（やせいのよびこえ、The Call of the Wild）は、2020年のアメリカ合衆国の冒険映画。監督はクリス・サンダース、出演はハリソン・フォードとオマール・シーなど。ジャック・ロンドン原作の「野性の呼び声」の通算6度目の映画化。

## キャスト
※括弧内は日本語吹替声優。
- ジョン・ソーントン: ハリソン・フォード（磯部勉）
- ペロー: オマール・シー（俊藤光利）
- ハル: ダン・スティーヴンス（西健亮）
- マーセデス: カレン・ギラン（森夏姫）
- ミラー判事: ブラッドリー・ウィットフォード（内田紳一郎）
- チャールズ: コリン・ウッデル（英語版）
- フランソワーズ: カーラ・ジー（英語版）（山口協佳）
- ドーソン: スコット・マクドナルド（英語版）
- バック: テリー・ノタリー（英語版）（モーションキャプチャー）

## 作品の評価
Rotten Tomatoesによれば、批評家の一致した見解は「気が散る上に不要なCGIによって損なわれているが、このハートウォーミングな『野性の呼び声』は古典的な物語であることに変わりはなく、愛情をこめて改作されている。」であり、201件の評論のうち高評価は62%にあたる124件で、平均点は10点満点中6点となっている。
Metacriticによれば、43件の評論のうち、高評価は12件、賛否混在は27件、低評価は4件で、平均点は100点満点中47点となっている。